# Isoscelipteron fulvum
Isoscelipteron fulvum is een insect uit de familie van de Berothidae, die tot de orde netvleugeligen (Neuroptera) behoort. 
Isoscelipteron fulvum is voor het eerst wetenschappelijk beschreven door A. Costa in 1863.